# Чок Маунтин
Чок Маунтин (на английски: Chalk Mountain) е селище в окръг Ийрад на щата Тексас, в южната част на Съединените щати. Разположено е на 367 m надморска височина, на 85 km югозападно от Форт Уърт.

## Известни личности
Починали в Чок Маунтин
- Крис Кайл (1974 – 2013), военен